# Zweden op de Olympische Winterspelen 1928
Tijdens de Olympische Winterspelen van 1928, die in Sankt Moritz (Zwitserland) werden gehouden, nam de Zweden voor de tweede keer deel.

## Medailleoverzicht
| Sport       | Olympiër         | Discipline | Medaille |
| ----------- | ---------------- | ---------- | -------- |
| Kunstrijden | Gillis Grafström | mannen     | Goud     |
| Langlaufen  | Per-Erik Hedlund | 50 km (m)  | Goud     |
| Langlaufen  | Gustaf Johnsson  | 50 km (m)  | Zilver   |
| IJshockey   | Olympisch team   | mannen     | Zilver   |
| Langlaufen  | Volger Andersson | 50 km (m)  | Brons    |

## Deelnemers en resultaten

### Kunstrijden
| Olympiër         | Discipline | Resultaat | Prestatie              |
| ---------------- | ---------- | --------- | ---------------------- |
| Gillis Grafström | mannen     | Goud      | pc. 12; 1630,75 punten |

### Langlaufen
| Olympiër             | Discipline | Resultaat | Prestatie |
| -------------------- | ---------- | --------- | --------- |
| Volger Andersson     | 18 km (m)  | dnf       | opgave    |
| Volger Andersson     | 50 km (m)  | Brons     | 5:05.46   |
| Per-Erik Hedlund     | 18 km (m)  | 6e        | 1:41.51   |
| Per-Erik Hedlund     | 50 km (m)  | Goud      | 4:52.03   |
| Gustaf Johnsson      | 50 km (m)  | Zilver    | 5:05.30   |
| Lars Theodor Jonsson | 18 km (m)  | 7e        | 1:41.59   |
| Anders Ström         | 50 km (m)  | 7e        | 5:21.54   |
| Sven Utterström      | 18 km (m)  | 9e        | 1:42.04   |

### Noordse combinatie
| Olympiër      | Discipline | Resultaat | Prestatie                                                          |
| ------------- | ---------- | --------- | ------------------------------------------------------------------ |
| Sven Eriksson | mannen     | 6e        | 14,593 punten 18 km: 12,875 (1:52.20) schans: 16,312 (51,5+57,5 m) |

### Schaatsen
| Olympiër         | Discipline   | Resultaat | Prestatie |
| ---------------- | ------------ | --------- | --------- |
| Gustaf Andersson | 500 m (m)    | 23e       | 47,9      |
| Gustaf Andersson | 1500 m (m)   | 9e        | 2.27,5    |
| Gustaf Andersson | 5000 m (m)   | 9e        | 9.09,7    |
| Gustaf Andersson | 10.000 m (m) | dnf       | 5de paar  |

### Schansspringen
| Olympiër            | Discipline | Resultaat | Prestatie                    |
| ------------------- | ---------- | --------- | ---------------------------- |
| Axel-Herman Nilsson | mannen     | 4e        | 16,937 punten (53,5+60,0 m)  |
| Sven-Olof Lundgren  | mannen     | 5e        | 16,708 punten (48,0+59,0 m)  |
| Bertil Carlsson     | mannen     | 10e       | 16,187 punten (51,5+661,0 m) |
| Sven Eriksson       | mannen     | 31e       | 11,500 punten (52,0+62,5 m)  |

### IJshockey
| Olympiër | Discipline    | Resultaat | Prestatie |
| --- | ------------- | --------- | --- |
| Carl Abrahamsson Emil Bergman Birger Holmqvist Gustaf Johansson Henry Johansson Nils Johansson Ernst Karlberg Erik Larsson Bertil Linde Sigfrid Öberg Wilhelm Petersén Kurt Sucksdorff | ijshockey (m) | Zilver    | groepsfase: 3 - 0 Zweden - Tsjecho-Slowakije 2 - 2 Zweden - Polen finaleronde: 0 - 11 Zweden - Canada 4 - 0 Zweden - Zwitserland 3 - 1 Zweden - Groot-Brittannië |

Argentinië · België · Canada · Duitsland · Estland · Finland · Frankrijk · Groot-Brittannië · Hongarije · Italië · Japan · Joegoslavië · Letland · Litouwen · Luxemburg · Mexico · Nederland · Noorwegen · Oostenrijk · Polen · Roemenië · Tsjecho-Slowakije · Verenigde Staten · Zweden · Zwitserland